# Luiziana
Luiziana é um município brasileiro do estado do Paraná. Sua população estimada em 2019 foi de 7 262 habitantes.

## Formação administrativa
Inicialmente, Luiziana foi um distrito, criado em 21 de fevereiro de 1965 pela lei estadual n.º 5.162, subordinado ao município de Campo Mourão. Em 25 de setembro de 1987, por força da lei estadual nº 8.549, foi elevado à condição de município e constituído apenas do distrito-sede.